# ABC Monday Night Football
ABC Monday Night Football é um jogo de futebol americano com o mesmo nome de um programa de TV. Foi licenciado pela ABC Sports, mas não obteve uma licença da NFL ou NFLPA, e por isso contém alguns times falsos, como o Indianapolis Rays e o Miami Sharks. Foi lançado originalmente em dezembro de 1989 para DOS e lançado para SNES em 1993.

## Times
- Anaheim Turbo
- Atlanta Monsters
- Buffalo Cupids
- Chicago Surfers
- Cincinnati Dragons
- Cleveland Warriors
- Dallas Swimmers
- Denver Snowmen
- Detroit Bolts
- Green Bay Armor
- Houston Bisons
- Indianapolis Rays
- Kansas City Cyclones
- Los Angeles Rockets
- Miami Sharks
- Minnesota Samurais
- New England Cobras
- New Jersey Olympians
- New Orleans Tritons
- New York Stars
- Philadelphia Justice
- Phoenix Fighters
- Pittsburgh Belles
- San Diego Spacehawks
- San Francisco Honeybees
- Seattle Ninjas
- Tampa Bay Beasts
- Washington Knights